# Додж, Рэй
Рэймонд Эдгар (Рэй) Додж (англ. Raymond Edgar (Ray) Dodge; 4 августа 1900, Вудберн, Орегон — 28 марта 1985, Ки-Бискейн, Флорида) — американский легкоатлет, выступавший в беге на средние дистанции. Участник летних Олимпийских игр 1924 года.

## Биография
Рэй Додж родился 4 августа 1900 года в американском городе Вудберн.
Выступал в легкоатлетических соревнованиях за «Орегон Стейт Биверз» из Корваллиса, затем — за «Малтному». В 1926 году стал чемпионом США в помещении в беге на 1000 ярдов. Дважды выигрывал в этой дисциплине бронзу на открытых стадионах.
В 1924 году вошёл в состав сборной США на летних Олимпийских играх в Париже. В беге на 800 метров занял 3-е место в четвертьфинале, 1-е место в полуфинале с результатом 1 минута 57,0 секунды и 6-е место в финале (1.54,2), уступив 1,8 секунды завоевавшему золото Дугласу Лоу из Великобритании.
Впоследствии был основателем и владельцем металлургического предприятия, которое изготавливало статуэтки для кинопремии «Оскар».
Умер 28 марта 1985 года в американской деревне Ки-Бискейн.

## Личный рекорд
- Бег на 800 метров — 1.54,2 (8 июля 1924, Коломб)[1]